# Fýrisvellir
Fýrisvellir, Fyris Wolds o Fyrisvallarna era una llanura pantanosa (vellir) que estuvo emplazada al sur de Gamla Uppsala, Suecia donde los viajeros amarraban sus naves para dirigirse al templo de Upsala y a la residencia real.

## Etimología
El nombre deriva del nórdico antiguo Fyrva que significa "reflujar" que hacía referencia a las tierras parcialmente inundadas y que hoy corresponde a tierra firme y seca de la moderna ciudad de Upsala.
En la Edad Media, existió una plaza real llamada Førisæng ("prado de Fyris"), cercana a la mencionada llanura. Los lagos de Övre Föret, "Fyri superior", y Nedre Föret, "Fyri inferior", son restos testimoniales del pantano y la versión moderna del Fyri (el sufijo -t es un artículo definido que los lagos siempre toman del sueco moderno). La llanura linda con el río Fyris (Fyrisån) que fue así bautizado en el siglo XVII para hacer más evidente la conexión entre el río y las sagas nórdicas.

## Historia y leyenda
En la mitología escandinava, la batalla entre Haki y Hugleik tuvo lugar en esa llanura, y también la lucha entre Haki y el legendario rey Jorund. También es el lugar donde tuvo lugar la batalla de Fýrisvellir entre Erico el Victorioso y su sobrino Styrbjörn el Fuerte, en el siglo X.
Según la leyenda de Hrólfr Kraki que aparece en diversas fuentes, Hrólfr esparció el oro en la llanura mientras él y sus hombres escapaban del ejército del rey Adils; los soldados desmontaron para recoger el oro y en la poesía escáldica se conoce este hecho con el kenning la semilla de Fýrisvellir.